# Colonial Country Club (Tennessee)
De Colonial Country Club is een countryclub in de Verenigde Staten en werd opgericht in 1913. De club bevindt zich in Memphis, Tennessee en heeft een 36 holesbaan, waarvan twee 18 holesbanen.

## Geschiedenis
In 1913 werd de Colonial Country Club opgericht door een kleine groep zakenlui uit Memphis. In december 1913 heeft de club een bouwgrond van 90 are opgekocht voor $ 50.000. Op 29 december 1913 begonnen de werkzaamheden voor het bouwen van een 18-holes golfbaan en de plannen voor het bouwen van een clubhuis werden uitgevoerd in begin 1914. Op 7 augustus 1914 was de golfbaan geopend voor het publiek en de clubhuis werd geopend op 4 september 1914.
Op 16 december 1919 werd de grote clubhuis volledig uitgebrand. Twee dagen later besloot de club om twee nieuwe clubhuizen te bouwen en de kleinste clubhuis werd in juli 1921 geopend. Al snel werd de grote clubhuis ook geopend.
Eind jaren zestig sloot de club haar deuren en besloot om te verhuizen naar de buitenwijk van de stad Memphis, in Cordova, en de club bevindt zich vlak bij de Interstate 40. In 1968 kocht de club een grond van 3716 m² (40.000 ft²) voor clubhuizen, twee 18-holes golfbanen, zes tennisbanen en een Olympisch zwembad. De twee golfbanen werden ontworpen door de golfbaanarchitect Joe Finger. In 1972 werden de nieuwe clubhuis en golfbanen geopend.
De Colonial Country Club ontving in 1958 haar eerste grote golftoernooi van de Amerikaanse PGA Tour, het Memphis Open (nu bekend als FedEx St. Jude Classic). Van 1958 tot 1988 was het toernooi de thuisbasis bij deze club, maar wel op twee verschillende locaties. Van 1958 tot 1971 vond het toernooi plaats op hun oude site en van 1972 tot 1988 op hun nieuwe site. In 1989 verhuisde het toernooi naar de TPC Southwind.

## Golfbanen
De 36 holesbaan bestaat uit twee 18 holesbanen en hebben een eigen naam: de "North"- en de "South"-baan. De par van de "North" is 70 en van de "South" 72. De "South"-baan is de langste golfbaan van de club en werd in 1977 beroemd nadat golfprofessional Al Geiberger met 59 slagen een baanrecord neerzette op de FedEx St. Jude Classic.

## Golftoernooien
Voor het toernooi wordt er altijd gespeeld op de "South"-baan en de lengte van de baan voor de heren is 6587 m met een par van 72. De course rating is 75,1 en de slope rating is 138.
- FedEx St. Jude Classic: 1958-1988

## Trivia
- Van 1958 tot 1971 vond de FedEx St. Jude Classic plaats op de oude site van de club en had toen een par van 70.
- Van 1972 tot 1988 vond de FedEx St. Jude Classic plaats op de "South"-baan, dat een par van 72 had.